# Tamburo (album)
Tamburo è un album del musicista italiano Tony Esposito, pubblicato dalla Bubble e distribuito dalla CGD nel 1982.

## Descrizione
Dopo quattro album di musica etnica e sperimentale questo è il suo primo lavoro che si avvicina più squisitamente al pop e che lo porterà due anni dopo al grande successo di Kalimba de Luna e dell'album Il grande esploratore. 
Il disco, prodotto dallo stesso artista e Willy David, contiene tra l'altro tre cover: Limbo Rock, Pata Pata e Caravan.
Pagaia uscì anche su 45 giri. Fu sigla del biennio maggio-giugno di Domenica in... (sebbene non riportato sulla copertina) e partecipò al Festivalbar. 
Di questo brano uscì anche una versione remix a cura di Mario Boncaldo pubblicata su 12".

## Tracce

### LP
Lato A
1. Camminando – 4:35 (Tony Esposito, Eugenio Bennato, Tony Esposito)
2. Je-nà – 4:53 (Tony Esposito)
3. Controra – 3:54 (Tony Esposito)
4. Limbo Rock – 3:49 (William Everett Strange, Jon Sheldon; arrangiamento di Tony Esposito)
5. Il giorno e la notte – 4:45 (Sergio Laccone, Tony Esposito)

Lato B
1. Pagaia – 4:23 (Remo Licastro)
2. Pata Pata – 3:34 (Miriam Makeba, Jerry Ragovoy; arrangiamento di Tony Esposito)
3. Danza dell'acqua – 5:03 (Tony Esposito)
4. Jesce sole – 4:25 (Tony Esposito, Fernando Fera,Remo Licastro)
5. Caravan – 2:28 (Duke Ellington; arrangiamento di Toto Torquati)
6. Dune – 1:56 (Tony Esposito)

## Formazione
- Tony Esposito – voce, cori, percussioni
- Riccardo Romei – basso
- Fernando Fera – chitarra
- Toto Torquati – tastiera
- Remo Licastro – pianoforte, cori, organo Hammond
- Claudio Pizzale – marimba, cori, sax, vibrafono, flauto
- Marco Rinalduzzi – chitarra
- Maurizio Guarini – batteria elettronica, programmazione
- Emanuele Laudanna – batteria, congas
- Massimo Pizzale – basso, marimba, vibrafono
- Walter Martino – batteria, programmazione, batteria elettronica
- Claudio Golinelli – basso
- Pasquale Schembri – tromba, flicorno
- Enrico Fineschi – tromba
- Luciano Carratoni – trombone
- Mariangela Cucciniello, Caroline Mercuur, Douglas Meakin, Simona Pirone, Sara Borsarini, Sergio Laccone, Adriano Monteduro – cori